# Boksitogorsk
Boksitogorsk (Russisch: Бокситогорск) is een stad in de Russische oblast Leningrad. Het is gelegen aan de rivier de Pjardomlja (stroomgebied van de Sjas), op ongeveer 245 kilometer ten oosten van Sint-Petersburg. Er woonden in 2005 ongeveer 17.400 mensen. De stad is de grootste plaats en het bestuurlijk centrum van het gelijknamige gemeentelijke district.

## Geschiedenis
In 1929, nadat in de buurt van het nabijgelegen Tichvin bauxiet was gevonden (vandaar de plaatsnaam), werd begonnen met het aanleggen van een bauxietmijn. In samenhang hiermee ontstond een nederzetting met arbeiderswoningen. Nadat in 1935 de mijn in gebruik genomen werd, kreeg de nederzetting officieel de naam Boksitogorsk. In 1937 ging de bijbehorende aluminiumraffinaderij draaien. Men slaagde er vervolgens in om jaarlijks substantiële hoeveelheden aluminium te produceren.
Toen ten tijde van de Tweede Wereldoorlog het noordelijke Duits-Russische front het meest oostelijk lag was het stadje slechts 15 kilometer van het front verwijderd. Het fabrieksterrein werd regelmatig gebombardeerd, maar de Sovjets hadden de kostbare machinerie  op tijd geëvacueerd.
Na de oorlog groeide Boksitogorsk uit tot een van de belangrijkste industrieclusters van de oblast Leningrad. Sinds 1950 heeft het stadsstatus. In Boksitogorsk bevindt zich een filiaal van de Staatsuniversiteit van Sint-Petersburg.

## Trivia
- In 1955 kreeg Boksitogorsk de prijs voor schoonste stad van de Sovjet-Unie.

Bestuurlijk centrum: Sint-Petersburg (geen onderdeel van de oblast)

Steden: Boksitogorsk · Gatsjina · Ivangorod · Kamennogorsk · Kingisepp · Kirisji · Kirovsk · Kommoenar · Ljoeban · Lodejnoje Pole · Loega · Nikolskoje · Novaja Ladoga · Otradnoje · Pikaljovo · Podporozje · Primorsk · Priozersk · Sertolovo · Sjasstroj · Sjlisselburg · Slantsy · Sosnovy Bor · Svetogorsk · Tichvin · Tosno · Volchov · Volosovo · Vsevolozjsk · Vyborg · Vysotsk

Stedelijke districten: Sosnovy Bor

Gemeentelijke districten: Boksitogorski · Gatsjinski · Kingiseppski · Kirisjski · Kirovski · Lodejnopolski · Loezjski · Lomonosovski · Podporozjski · Priozerski · Slantsevski · Tichvinski · Tosnenski · Volchovski · Volosovski · Vsevolozjski · Vyborgski